# بنغبورن (باركشير)
بنغبورن (بالإنجليزية: Pangbourne)‏ هي قرية و أبرشية مدنية تقع في المملكة المتحدة في إنجلترا. يقدر عدد سكانها بـ 2,978 نسمة ومساحتها 6.8 كم2 .

## أعلام
- بيتر توماس
- توني غودفري
- تريسي إدواردز
- بنجامين بيكر